# Jean Guillot
Pour les articles homonymes, voir Guillot.
Pour l’article ayant un titre homophone, voir Jean Guyot.
Jean Guillot (né le 31 août 1931 à Argenteuil et mort le 19 janvier 1996 à Montmorillon) est un footballeur professionnel du FC Nantes, de l'équipe de France de football de deuxième division et de Montmorillon (D2).

## Palmarès
- Champion de France en 1965 avec le FC Nantes
- Vice-champion de France en 1961 avec le RC Paris
- Vice-champion de France D2 en 1963 avec le FC Nantes

## Carrière
- 1951-1952 : RC France
- 1952-1953 : FC Rouen
- 1953-1961 : RC France
- 1961-1965 : FC Nantes
- 1965-1966 : Grenoble Foot